# رالف نيلي
رالف نيلي (بالإنجليزية: Ralph Neely)‏ هو لاعب كرة قدم أمريكية أمريكي، ولد في 12 سبتمبر 1943 في ليتل روك في الولايات المتحدة.

## وصلات خارجية
- رالف نيلي على موقع مرجع كرة القدم المحترفة.كوم (الإنجليزية)
- رالف نيلي على موقع قاعة نيو مكسيكو للمشاهير الرياضية (الإنجليزية)